# 横井漱
横井 漱（よこい そう、1991年 - ）は日本のミュージカル俳優およびバレエダンサーである。大阪府出身。劇団四季所属。

## 来歴
2001年に橋本幸代バレエスクールでバレエを始め、並行して劇団ひまわりでレッスン等を受ける。2010年劇団四季研究所へ入所し、キャッツのコリコパット役で初出演を果たした。

## 主な出演

### 舞台
- キャッツ（2013年～コリコパット、ギルバート、2020年～ミストフェリーズ）
- 桃次郎の冒険（2012年桃三郎）
- むかしむかしゾウがきた（2013年太郎坊）
- ウエストサイド物語（2016年ベイビー・ジョーン）
- エクウス（2016年アラン）
- アンデルセン（2017年ペーター）
- ユタと不思議な仲間たち　浅利演出事務所（2019年新太、2021年ユタ）
- ジーザス・クライスト=スーパースター［ジャポネスク・バージョン］（2023年アンサンブル）
- アナと雪の女王(2024年ウェーゼルトン)

### テレビ
- 一滴の向こう側（2015年6月13日）